# Zildik
Zildik (ros. Зильдик) – wieś w Rosji, w Dagestanie, w rejonie chiwskim. W 2010 liczyła 584 mieszkańców, głównie Tabasaranów.